# 利比科兹毛
利比科兹毛，是匈牙利绍莫吉州所辖的一个村。总面积22.97平方公里，总人口35，人口密度1.5人/平方公里（2011年1月1日）。